# Alenka Žbogar
Alenka Žbogar, slovenska literarna zgodovinarka in pedagoginja, * 26. januar 1971, Kranj.

## Življenje in delo
Obiskovala je Osnovno šolo Franceta Prešerna v Kranju ter Gimnazijo Škofja Loka. Diplomirala je leta 1996 na Filozofski fakulteti v Ljubljani iz slovenščine ter primerjalne književnosti in literarne teorije. Od 1996 do 1998 je poučevala na Srednji ekonomski šoli v Kranju, strokovni izpit za delavce v vzgoji in izobraževanju je opravila leta 1997. Leto kasneje se je kot mlada raziskovalka zaposlila na Filozofski fakulteti. Magistrirala je leta 2000 na temo Učbeniki za književnost za strokovne in poklicne šole, leta 2003 pa doktorirala z disertacijo Sodobna slovenska kratka zgodba in novela v literarni vedi in šolski praksi. Leta 2004 je postala docentka za slovensko književnost, leta 2015 izredna, leta 2022 pa redna profesorica za didaktiko slovenščine.
Sprva je na Oddelku za slovenistiko Filozofske fakultete Univerze v Ljubljani vodila vaje iz Uvoda v študij slovenske književnosti, potem iz literarne teorije in didaktike književnosti. Predavala je literarno teorijo, sodobno slovensko dramatiko, sodobno slovensko kratko prozo, sedaj pa se posveča zlasti didaktiki književnosti ter drugim specialnodidaktičnim predmetom. Vsa leta organizira in koordinira pedagoško prakso za študente slovenistike, od uvedbe bolonjskih programov pa tudi za študente komparativistike. Na novo je izoblikovala predmete Uvod v literarno teorijo, Sodobna slovenska kratka proza, Književnost za šolsko rabo in Kompetence pri pouku književnosti. Slednja dva sta obvezna tudi v pedagoškem modulu Oddelka za primerjalno književnost in literarno teorijo. Leta 2000, 2002 in 2004 je gostovala na Indiana University (Department of Slavic Languages and Literatures, Summer School of East European and Central Asian Languages, ZDA), kjer se tudi strokovno izpopolnjevala. V študijskem letu 13/14 je predavala na celovškem Inštitutu za slavistiko.
V št. l. 15/16 in 18/19 je bila namestnica predstojnika, v št. l. 16/17 in 17/18 pa predstojnica Oddelka za slovenistiko FF UL. Od leta 2017 je v Strokovnem svetu Republike Slovenije za splošno izobraževanje (v Komisiji za osnovno šolo in v Komisiji za učbenike). Je članica Predmetne razvojne skupine za slovenščino na Zavodu RS za šolstvo in članica maturitetne komisije za slovenščino na splošni maturi (2004-2009 in znova od 2020 dalje).
Vodila je ciljno-raziskovalni projekt Slovenska in evropska kulturna literarna dediščina – pravljice v slovenskem vzgojno-izobraževalnem sistemu od vrtca so srednje šole, v katerem poleg Filozofske fakultete UL sodelujejo še Pedagoška fakulteta UL, Fakulteta za humanistiko UNG ter ZRC SAZU (2018-2020).
Deluje kot urednica (mdr. v reviji Slovenščina v šoli, 2002-2006) ter Jezik in slovstvo (2011-2018). Objavlja doma in v tujini: dejavno sooblikuje mednarodne znanstvene konference, je avtorica znanstvenih, strokovnih člankov, kritik in ocen s področja sodobne slovenske kratke proze in didaktike književnosti. Leta 2007 je izšla njena knjiga Kratka proza v literarni vedi in šolski praksi, leta 2013 pa Iz didaktike slovenščine. Je (so)avtorica učbenikov za književnost v osnovnih in srednjih šolah ter recenzentka učnih sredstev. Predsedovala je Obdobjem 33 in uredila zbornik Recepcija slovenske književnosti. Ob 40-letnici znanstveno-raziskovalnega in strokovnega dela ter 65. jubileju Bože Krakar Vogel  je uredila tematsko številko Jezika in slovstva (https://www.jezikinslovstvo.com/stevilka.php?SID=153), posvečeno tej pionirki  slovenske didaktike književnosti. Posebno tematsko številko Jezika in slovstva je uredila tudi ob posvetu o književnem pouku, ki je nastal na pobudo akademika prof. dr. Janka Kosa in prof. dr. Milene Mileve Blažić, organiziran na ZRC SAZU-ju od 19. do 20. aprila 2017 (https://www.jezikinslovstvo.com/stevilka.php?SID=163), ter tematsko številko (https://www.jezikinslovstvo.com/stevilka.php?SID=153), posvečeno ljudskemu slovstvu in pravljicam v slovenskem šolskem sistemu (https://www.jezikinslovstvo.com/stevilka.php?SID=164). Leta 2021 in 2022 predseduje Seminarju slovenskega jezika, literature in kulture (prim. 57. SSJLK: Ustvarjalke v slovenskem jeziku, literaturi in kulturi na https://centerslo.si/seminar-sjlk/57-seminar-slovenskega-jezika-literature-in-kulture-zoom/ Arhivirano 2021-07-14 na Wayback Machine..

## Izbrana bibliografija
- Reading ability and literary competences in language arts classes in Slovenia = Čitalačka sposobnost i književna kompetencija u nastavi književnosti u Sloveniji. Hrvatski časopis za odgoj i obrazovanje, 2015, vol. 17, no. 4, str. 1219-1247. doi: 10.15516/cje.v17i4.1271. (COBISS)
- Gimnazijski pouk književnosti v luči prenove in posodobitve. Jezik in slovstvo, 2015, letn. 60, št. 3/4, str. 115-122, 251. (COBISS)
- Sodobna slovenska novela preštevno. Jezik in slovstvo, 2014, letn. 59, št. 2/3, str. 129-138 (COBISS)
- Temeljna didaktična načela gimnazijskega pouka književnosti. Pedagoška obzorja, 2014, letn. 29, [št.] 3/4, str. 18-29. (COBISS)
- Problem-oriented creative literature instruction. Slovene studies, 2014, vol. 36, 1, str. 55-72.  (COBISS)
- Metodologija književnodidaktičnega raziskovanja. Jezik in slovstvo, 2011, letn. 56, št. 3/4, str. 31-41. (COBISS)
- Slovenian high school literature instruction in the light of developing cultural competence. V: V Međunarodni naučni skup "Vrednosti i identitet", 13 -14. novembar 2015., Novi Sad. RADOSAVLJEVIĆ, Duško (ur.). Zbornik radova. Novi Sad: Fakultet za pravne i poslovne studije "Dr Lazar Vrkatić", 2015, sv. 2, str. 764-775. (COBISS)
- Literarno branje in mladostniki. V: ŽBOGAR, Alenka (ur.). Recepcija slovenske književnosti, (Obdobja, ISSN 1408-211X, Simpozij, = Symposium, 33). Ljubljana: Znanstvena založba Filozofske fakultete, 2014, str. 551-557.  (COBISS)
- Iz didaktike slovenščine. Ljubljana: Zveza društev Slavistično društvo Slovenije, 2013. (Zbirka Slavistična knjižnica, 18). (COBISS)
- O slovenski kratki prozi v zadnjem desetletju = Slovene short prose during the last decade. V: HLADNIK, Miran (ur.). Slovenska literarna veda danes = Slovene literary studies today. Ljubljana: Slavistično društvo Slovenije, 2013, letn. 61, št. 1, str. 41-49, 51-59. (COBISS)
- Jezikovna pismenost in osnovnošolski pouk slovenščine. Pedagoška obzorja, 2012, letn. 27, [št.] 1/2, str. 71-85. (COBISS)
- Recepcija slovenske književnosti. V: ŽBOGAR, Alenka (ur.). Recepcija slovenske književnosti, (Obdobja, Simpozij, = Symposium, 33). Ljubljana: Znanstvena založba Filozofske fakultete, 2014. (COBISS)
- Recepcija slovenske književnosti (Obdobja 33). Ljubljana: ZIFF, 2014. (https://centerslo.si/simpozij-obdobja/zborniki/obdobja-33/)
- Ustvarjalke v slovenskem jeziku, literaturi in kulturi (57. SSJLK). LJubljana: ZIFF, 2021. (https://centerslo.si/seminar-sjlk/zborniki-ssjlk/57-ssjlk-2021-clanki/)

### Učbeniki
- Novi svet iz besed 7: Berilo za 7. razred osnovne šole. 1. izd. Ljubljana: Rokus Klett, 2015.
- Novi svet iz besed 8 : Berilo za 8. razred osnovne šole. 1. izd. Ljubljana: Rokus Klett, 2015.
- Odkrivajmo življenje besed 2 : Učbenik za slovenščino - književnost v 2. letniku srednjih strokovnih šol. 1. izd. Ljubljana: Mladinska knjiga, 2011.
- Odkrivajmo življenje besed 3: Učbenik za slovenščino - književnost v 3. letniku srednjih strokovnih šol. 1. izd. Ljubljana: Mladinska knjiga, 2011.

## Iz ocen
Monografija Iz didaktike slovenščine je sistematično in koherentno besedilo, ki ustreza vsem določilom resnega znanstvenega pristopa, predvsem pa tudi podprto s primeri iz prakse. Žbogarjeva z njim izkazuje temeljito poznavanje tuje in domače didaktične problematike, pogosto pa utemeljuje svoja spoznanja in domneve tudi z navajanjem sodobnih pogledov in pristopov drugih znanstvenih področij. (iz recenzije Zorana Božiča)
The article defines reading ability and literary competence and classifies them among diverse components of communication skills and literacy that are systematically and procedurally developed in language arts classes (especially literature instruction). Reading literacy is students’ ability to apply what they learn at school or elsewhere in everyday life; that is, the ability to analyze, critically evaluate, and convey information. We provide guidelines for literature instruction to encourage the development of reading literacy, critical thinking, evaluation, and synthesis to a greater degree than current instruction by developing reading ability, literary and digital competence, cultural and intercultural abilities, and the ability to make interdisciplinary connections. (iz članka Reading and Literary Competence in Language Arts Classes in Slovenia)
Vzgoja kultiviranega in razgledanega gimnazijskega bralca, ki književnost doživlja, razume, vrednoti, jo domišljijsko (po)ustvarja, se do nje kritično opredeljuje in je po literarnovednem sistemu intelektualno razgledan, terja, da v pouk intenzivneje vključujemo didaktična načela recepcijske sprejemljivosti, sistematičnosti, sistemskosti, problemskosti  in ustvarjalnosti. (iz članka Temeljna didaktična načela gimnazijskega pouka književnosti)